# Стоян Гаджев
Стоян Димитров Гаджев е български ветеринарен лекар, учен и университетски преподавател по ветеринарна анатомия.

## Биография
Роден е на 29 декември 1940 година в село Крушево, Неврокопско. Завършва гимназия в град Гоце Делчев в 1958 година и отбива двугодишна военна служба като топограф във Врачански окръг до 1960 година. Завършва ветеринарна медицина във Висшия ветеринарномедицински институт „Проф. д-р Г. Павлов“ в София (1965).
Работи като главен ветеринарен лекар на Трудовото кооперативно земеделско стопанство в село Татари, община Белене, област Плевен (1970) и ДЕСС „Сортови семена“ в село Сърница, област Пазарджик (1971) и началник ДВСК в Батак (1974).
След конкурс в 1974 година е избран за асистент в Катедрата по анатомия на домашните животни на Ветеринарномедицински факултет (ВМФ) на новосъздадения Висш институт по зоотехника и ветеринарна медицина (ВИЗВМ) в Стара Загора. Става старши асистент в 1977 година и главен асистент в 1979 година в същата катедра. Специализира в Медицинския университет – Варна, катедра „Анатомия и хистология“ (1978, 1981).
Защитава кандидатска дисертация на тема „Морфологични изследвания върху артериалните и венозните кръвоносни съдове и техните образувания в областта на главата и главния мозък при овцата“ и получава научна степен кандидат на ветеринарномедицинските науки (1986) и научното звание доцент (1988).
През 1995 г. се създава Тракийският университет в Стара Загора и Гаджев става член на Научния съвет към Ветеринарномедицинския факултет (1995 – 1999). Ръководител е на катедра „Ветеринарна анатомия, хистология и ембриология“ в периода от 1997 г. до 2000 г. и за няколко месеца в периода до 2004 г. Пенсионира се през 2005 г.
Гаджев става член на Българския земеделски народен съюз в 1970 година.
През 2015 г. Стоян Гаджев е удостоен със Златна диплома от ръководството на Ветеринарномедицинския факултет на Тракийския университет.
Стоян Гаджев умира на 19 август 2017 г. във Велинград.

## Научни постижения
Написал е 4 учебника, 51 научни и 41 научнопопулярни статии в български и чуждестранни списания и вестници и други.
Учебниците на Гаджев са „Приложна и топографска анатомия на домашните животни и птици“ (1995, 2-ро прер. и доп. изд. 2014), „Анатомия на домашните животни, Том I (2000, 2016) и Том II (1999) и „Анатомия на домашните птици“ (1997, 2-ро прер. и доп. изд. 2019).
Автор е на единствената в България научнопопулярна книга за магарето „Всичко за магарето“ (1997). Съавтор е в написването на „Болести на котката“ (1999) и две ръководства за упражнения по Систематична (1992) и Топографска (1993) анатомия на домашните животни.
Член е на Българското анатомично дружество и германското дружество Anatomischen Gesellschaft (1981 – 1995). Поддържа научни контакти с видни учени от редица западноевропейски държави, въпреки че никога не му разрешават да пътува в чужбина. Участва с научни доклади в редица конгреси, симпозиуми, научни сесии и др. вкл. с международно участие – Варна (1978, 1992), Златни Пясъци (1981), Плевен (1985, 1999), София (1985), Албена (1987), Пловдив (1987), Костинброд (1988), Стара Загора (1982, 1989, 1990, 1991, 1996) и др.

## Научни публикации
Учебници и книги
- Гаджев, С. (1995). Приложна и топографска анатомия на домашните животни и птици. Стара Загора, самиздат, 70 фиг., 360 с. (ISBN 954-8180-31-6).
- Гаджев, С. (1997). Анатомия на домашните птици. Стара Загора, самиздат, 43 фиг., 148 с. (ISBN 954-9584-03-8).
- Гаджев, С. (1997). Всичко за магарето. Стара Загора, самиздат, 9 фиг., 96 с. (ISBN 954-8180-30-8).
- Гаджев, С. (1999). Анатомия на домашните животни, Том II. Стара Загора, 113 фиг., самиздат, 396 с. (ISBN 954-487-028-8).
- Гаджев, С. (2000). Анатомия на домашните животни, Том I. Стара Загора, 249 фиг., самиздат, 512 с. (ISBN 954-487-037-7).
- Гаджев, С. (2014). Приложна и топографска анатомия на домашните животни и птици, 2-ро прер. и доп. изд. Стара Загора, самиздат, 194 фиг., 500 с. (ISBN 978-954-487-126-0).
- Гаджев, С. (2016). Анатомия на домашните животни, Том I, 2-ро изд. Стара Загора, самиздат, 249 фиг., 512 с. (ISBN 978-954-487-140-6).
- Гаджев, С. (2019). Анатомия на домашните птици, 2-ро прер. и доп. изд. Стара Загора: Мая Стоянова Гаджева, 46 фиг., 194 с. (ISBN 978-619-91431-0-0).

Ръководства
- Гъдев, Х., Ковачев, Г., Гаджев, С. & Георгиев, Г. (1992). Ръководство за упражнения по систематична анатомия на домашните животни. София: Земя, 196 с. (ISBN 954-05-0210-1).
- Гъдев, Х., Ковачев, Г., Гаджев, С. & Георгиев, Г. (1993). Ръководство за упражнения по топографска анатомия на домашните животни. София: Земиздат, 120 с. (ISBN 854-05-0207-1).
- Георгиева, Д., Николов, Й., Борисов, И., Гаджев, С., Деянов, М., Цачев, И., Първанов, П., Василев, Н., Иванов, А., Кочанков, Д., Сиврев, Д. & Динев, И. (1999). Болести на котката. Стара Загора: Ариа, 424 с. (ISBN 954-8720-09-4).